# Barbus huloti
Barbus huloti är en fiskart som beskrevs av Banister, 1976. Barbus huloti ingår i släktet Barbus och familjen karpfiskar. IUCN kategoriserar arten globalt som sårbar. Inga underarter finns listade.